# Eleutherodactylus
Eleutherodactylus là một chi động vật lưỡng cư trong họ Eleutherodactylidae, thuộc bộ Anura. Chi này có 186 loài và 81% bị đe dọa hoặc tuyệt chủng.

## Loài

### Tây Ấn (phân chiEleutherodactylus
| - E. (E.) abbotti Cochran, 1923 - E. (E.) amplinympha Kaiser, Green & Schmid, 1994 - E. (E.) antillensis Reinhardt & Lütken, 1863 - E. (E.) audanti Cochran, 1934 - E. (E.) auriculatoides Noble, 1923 - E. (E.) auriculatus Cope, 1862 - E. (E.) barlagnei Lynch, 1965 - E. (E.) bartonsmithi Schwartz, 1960 - E. (E.) brittoni Schmidt, 1920 - E. (E.) cochranae Grant, 1932 - E. (E.) cooki Grant, 1932 - E. (E.) coqui Thomas, 1966 - E. (E.) eileenae Dunn, 1926 - E. (E.) eneidae Rivero, 1959 - E. (E.) flavescens Noble, 1923 - E. (E.) fowleri Schwartz, 1973 - E. (E.) glamyrus Estrada & Hedges, 1997 | - E. (E.) gryllus Schmidt, 1920 - E. (E.) guantanamera Hedges, Estrada & Thomas, 1992 - E. (E.) haitianus Barbour, 1942 - E. (E.) hedricki Rivero, 1963 - E. (E.) ionthus Schwartz, 1960 - E. (E.) jasperi Drewry & Jones, 1976 - E. (E.) johnstonei Barbour, 1914 - E. (E.) juanariveroi Ríos-López & Thomas, 2007 - E. (E.) karlschmidti Grant, 1931 - E. (E.) lamprotes Schwartz, 1973 - E. (E.) leberi Schwartz, 1965 - E. (E.) locustus Schmidt, 1920 - E. (E.) mariposa Hedges, Estrada & Thomas, 1992 - E. (E.) martinicensis Tschudi, 1838 - E. (E.) melacara Hedges, Estrada & Thomas, 1992 - E. (E.) minutus Noble, 1923 | - E. (E.) montanus Schmidt, 1919 - E. (E.) parabates Schwartz, 1964 - E. (E.) patriciae Schwartz, 1965 - E. (E.) pinchoni Schwartz, 1967 - E. (E.) pituinus Schwartz, 1965 - E. (E.) poolei Cochran, 1938 - E. (E.) portoricensis Schmidt, 1927 - E. (E.) principalis Estrada & Hedges, 1997 - E. (E.) richmondi Stejneger, 1904 - E. (E.) ronaldi Schwartz, 1960 - E. (E.) schwartzi Thomas, 1966 - E. (E.) unicolor Stejneger, 1904 - E. (E.) varians Gundlach & Peters, 1864 - E. (E.) wetmorei Cochran, 1932 - E. (E.) wightmanae Schmidt, 1920 |

### Tây Ấn, phân chiEuhyas
| - E. (Eu.) acmonis Schwartz, 1960 - E. (Eu.) adelus Diaz, Cadiz & Hedges, 2003 - E. (Eu.) albipes Barbour & Shreve, 1937 - E. (Eu.) alcoae Schwartz, 1971 - E. (Eu.) alticola Lynn, 1937 - E. (Eu.) amadeus Hedges, Thomas & Franz, 1987 - E. (Eu.) andrewsi Lynn, 1937 - E. (Eu.) apostates Schwartz, 1973 - E. (Eu.) armstrongi Noble & Hassler, 1933 - E. (Eu.) atknisi Dunn, 1925 - E. (Eu.) bakeri Cochran, 1935 - E. (Eu.) blairhedgesi Estrada, Díaz & Rodriguez, 1998 - E. (Eu.) bresslerae Schwartz, 1960 - E. (Eu.) brevirostris Shreve, 1936 - E. (Eu.) caribe Hedges & Thomas, 1992 - E. (Eu.) casparii Dunn, 1926 - E. (Eu.) cavernicola Lynn, 1954 - E. (Eu.) corona Hedges & Thomas, 1992 - E. (Eu.) cubanus Barbour, 1942 - E. (Eu.) cundalli Dunn, 1926 - E. (Eu.) cuneatus Cope, 1862 - E. (Eu.) darlingtoni Cochran, 1935 - E. (Eu.) dimidiatus Cope, 1862 - E. (Eu.) dolomedes Hedges & Thomas, 1992 - E. (Eu.) emiliae Dunn, 1926 - E. (Eu.) etheridgei Schwartz, 1958 - E. (Eu.) eunaster Schwartz, 1973 - E. (Eu.) furcyensis Shreve & Williams, 1963 - E. (Eu.) fuscus Lynn & Dent, 1943 - E. (Eu.) glandulifer Cochran, 1935 - E. (Eu.) glanduliferoides Shreve, 1936 | - E. (Eu.) glaphycompus Schwartz, 1973 - E. (Eu.) glaucoreius Schwartz & Fowler, 1973 - E. (Eu.) goini Schwartz, 1960 - E. (Eu.) gossei Dunn, 1926 - E. (Eu.) grabhami Dunn, 1926 - E. (Eu.) grahami Schwartz, 1979 - E. (Eu.) greyi Dunn, 1926 - E. (Eu.) griphus Crombie, 1986 - E. (Eu.) guanahacabibes Estrada & Rodriguez, 1985 - E. (Eu.) gundlachi Schmidt, 1920 - E. (Eu.) heminota Shreve & Williams, 1963 - E. (Eu.) iberia Estrada & Hedges, 1996 - E. (Eu.) intermedius Barbour & Shreve, 1937 - E. (Eu.) jamaicensis Barbour, 1910 - E. (Eu.) jaumei Estrada & Alonso, 1997 - E. (Eu.) jugans Cochran, 1937 - E. (Eu.) junori Dunn, 1926 - E. (Eu.) klinikowskii Schwartz, 1959 - E. (Eu.) lentus Cope, 1862 - E. (Eu.) leoncei Shreve & Williams, 1963 - E. (Eu.) limbatus Cope, 1862 - E. (Eu.) lucioi Schwartz, 1980 - E. (Eu.) luteolus Gosse, 1851 - E. (Eu.) maestrensis Díaz, Cádiz & Navarro, 2005 - E. (Eu.) michaelschmidi Díaz, Cádiz & Navarro, 2007 - E. (Eu.) monensis Meerwarth, 1901 - E. (Eu.) nubicola Dunn, 1926 - E. (Eu.) orcutti Dunn, 1928 - E. (Eu.) orientalis Barbour & Shreve, 1937 - E. (Eu.) oxyrhyncus Duméril & Bibron, 1841 - E. (Eu.) pantoni Dunn, 1926 | - E. (Eu.) paulsoni Schwartz, 1964 - E. (Eu.) pentasyringos Schwartz & Fowler, 1973 - E. (Eu.) pezopetrus Schwartz, 1960 - E. (Eu.) pictissimus Cochran, 1935 - E. (Eu.) pinarensis Dunn, 1926 - E. (Eu.) planirostris Cope, 1862 - E. (Eu.) probolaeus Schwartz, 1965 - E. (Eu.) rhodesi Schwartz, 1980 - E. (Eu.) ricordii Duméril & Bibron, 1841 - E. (Eu.) riparius Estrada & Hedges, 1998 - E. (Eu.) rivularis Diaz, Estrada & Hedges, 2001 - E. (Eu.) rogersi Goin, 1955 - E. (Eu.) rufifemroralis Noble & Hassler, 1933 - E. (Eu.) schmidti Noble, 1923 - E. (Eu.) sciagraphus Schwartz, 1973 - E. (Eu.) semipalmatus Shreve, 1936 - E. (Eu.) simulans Diaz & Fong, 2001 - E. (Eu.) sisyphodemus Crombie, 1977 - E. (Eu.) tetajulia Estrada & Hedges, 1996 - E. (Eu.) thomasi Schwartz, 1959 - E. (Eu.) thorectes Hedges, 1988 - E. (Eu.) toa Estrada & Hedges, 1991 - E. (Eu.) tonyi Estrada & Hedges, 1997 - E. (Eu.) turquinensis Barbour & Shreve, 1937 - E. (Eu.) varleyi Dunn, 1925 - E. (Eu.) ventrilineatus Shreve, 1936 - E. (Eu.) warreni Schwartz, 1976 - E. (Eu.) winlandi Barbour, 1914 - E. (Eu.) zugi Schwartz, 1958 |

### Hispaniola(phân chiPelorius)
| - E. (P.) chlorophenax Schwartz, 1976 - E. (P.) hypostenor Schwartz, 1965 | - E. (P.) inoptatus Barbour, 1914 - E. (P.) nortoni Schwartz, 1976 | - E. (P.) parapelates Hedges & Thomas, 1987 - E. (P.) ruthae Noble, 1923 |

### Bắc Mỹ, Trung Mỹ (phân chiSyrrhopus)
| - E. (S.) albolabris Lynch & Lescure, 1980 - E. (S.) angustidigitorum Taylor, 1940 - E. (S.) cystingnathoides Cope, 1877 - E. (S.) dennisi Lynch, 1970 - E. (S.) dilatus Davis & Dixon, 1955 - E. (S.) grandis Dixon, 1957 - E. (S.) guttilatus Cope, 1879 - E. (S.) leprus Cope, 1879 - E. (S.) interorbitalis Langebartel & Shannon, 1956 | - E. (S.) longipes Baird, 1859 - E. (S.) marnockii Cope, 1878 - E. (S.) maurus Hedges, 1989 - E. (S.) modestus Taylor, 1942 - E. (S.) nitidus Peters, 1870 - E. (S.) nivicolimae Dixon & Webb, 1966 - E. (S.) pallidus Duellman, 1958 - E. (S.) pipilans Taylor, 1940 - E. (S.) rubrimaculatus Taylor & Smith, 1945 | - E. (S.) rufescens Duellman & Dixon, 1959 - E. (S.) saxatilis Webb, 1962 - E. (S.) symingtoni Schwartz, 1957 - E. (S.) syristes Hoyt, 1965 - E. (S.) teretistes Duellman, 1958 - E. (S.) verrucipes Cope, 1885 - E. (S.) verruculatus Peters, 1870 - E. (S.) zeus Schwartz, 1958 |

### Trung Mỹ (phân chi/chiCraugastor)
| - E. adamastus Campbell, 1994 - E. alfredi Boulenger, 1898 - E. amniscola Campbell & Savage, 2000 - E. anciano Savage, McCranie & Wilson, 1988 - E. andi Savage, 1974 - E. angelicus Savage, 1975 - E. aphanus Campbell, 1994 - E. augusti Dugès, 1879 - E. aurilegulus Savage, McCranie & Wilson, 1988 - E. azueroensis Savage, 1975 - E. batrachylus Taylor, 1940 - E. berkenbuschii Peters, 1870 - E. biporcatus Peters, 1863 - E. bocourti Brocchi, 1877 - E. bransfordii Cope, 1886 - E. brocchi Boulenger, 1882 - E. campbelli Smith, 2005 - E. catalinae Campbell & Savage, 2000 - E. chac Savage, 1987 - E. charadra Campbell & Savage, 2000 - E. chrysozetetes McCranie, Savage & Wilson, 1989 - E. coffeus McCranie & Köhler, 1999 - E. crassidigitus Taylor, 1952 - E. cruzi McCranie, Savage & Wilson, 1989 - E. cuaquero Savage, 1980 - E. cyanocthebius McCranie & Smith, 2006 - E. daryi Ford & Savage, 1984 - E. latens Lynch, 1989 - E. decoratus Taylor, 1942 - E. emcelae Lynch, 1985 - E. emleni Dunn & Emlen, 1932 - E. epochthidius McCranie & Wilson, 1997 - E. escoces Savage, 1975 - E. fecundus McCranie & Wilson, 1997 - E. fitzingeri Schmidt, 1857 - E. fleischmanni Boettger, 1892 - E. galacticorhinus Canseco-Marquez & Smith, 2004 - E. glaucus Lynch, 1967 | - E. gollmeri Peters, 1863 - E. greggi Bumzahem, 1955 - E. guerreroensis Lynch, 1967 - E. gulosus Cope, 1875 - E. hobartsmithi Taylor, 1937 - E. inachus Campbell & Savage, 2000 - E. jota Lynch, 1980 - E. laevissimus Werner, 1896 - E. laticeps Duméril, 1853 - E. lauraster Savage, McCranie & Espinal, 1996 - E. lineatus Brocchi, 1879 - E. loki Shannon & Werler, 1955 - E. longirostris Boulenger, 1898 - E. matudai Taylor, 1941 - E. megacephalus Cope, 1875 - E. megalotympanum Shannon & Werler, 1955 - E. melanostictus Cope, 1875 - E. merendonensis Schmidt, 1933 - E. mexicanus Brocchi, 1877 - E. milesi Schmidt, 1933 - E. mimus Taylor, 1955 - E. monnichorum Dunn, 1940 - E. montanus Dunn, 1940 - E. myllomyllon Savage, 2000 - E. nefrens Smith, 2005 - E. noblei Barbour & Dunn, 1921 - E. obesus Barbour, 1928 - E. occidentalis Taylor, 1941 - E. olanchano McCranie & Wilson, 1999 - E. omiltemanus Günther, 1900 - E. omoaensis McCranie & Wilson, 1997 - E. opimus Savage & Myers, 2002 - E. palenque Campbell & Savage, 2000 - E. pechorum McCranie & Wilson, 1999 - E. pelorus Campbell & Savage, 2000 - E. persimilis Barbour, 1926 - E. phasma Lips & Savage, 1996 | - E. podiciferus Cope, 1875 - E. polymniae Campbell, Lamar & Hillis, 1989 - E. polyptychus Cope, 1886 - E. pozo Johnson & Savage, 1995 - E. psephosypharus Campbell, Savage & Meyer, 1994 - E. punctariolus Peters, 1863 - E. pygmaeus Taylor, 1937 - E. raniformis Boulenger, 1896 - E. ranoides Cope, 1886 - E. rayo Savage & DeWeese, 1979 - E. rhodopsis Cope, 1867 - E. rhyacobatrachus Campbell & Savage, 2000 - E. rivulus Campbell & Savage, 2000 - E. rostralis Werner, 1896 - E. rugosus Peters, 1873 - E. rugulosus Cope, 1870 - E. rupinius Campbell & Savage, 2000 - E. sabrinus Campbell & Savage, 2000 - E. saltuarius McCranie & Wilson, 1997 - E. sandersoni Schmidt, 1941 - E. silvicola Lynch, 1967 - E. spatulatus Smith, 1939 - E. stadelmani Schmidt, 1936 - E. stejnegerianus Cope, 1893 - E. stuarti Lynch, 1967 - E. tabasarae Savage, Hollingsworth, Lips & Jaslow, 2004 - E. talamancae Dunn, 1931 - E. tarahumaraensis Taylor, 1940 - E. taurus Taylor, 1958 - E. taylori Lynch, 1966 - E. trachydermus Campbell, 1994 - E. underwoodi Boulenger, 1896 - E. uno Savage, 1984 - E. vocalis Taylor, 1940 - E. vulcani Shannon & Werler, 1955 - E. xucanebi Stuart, 1941 - E. yucatensis Lynch, 1965 |

## Hình ảnh

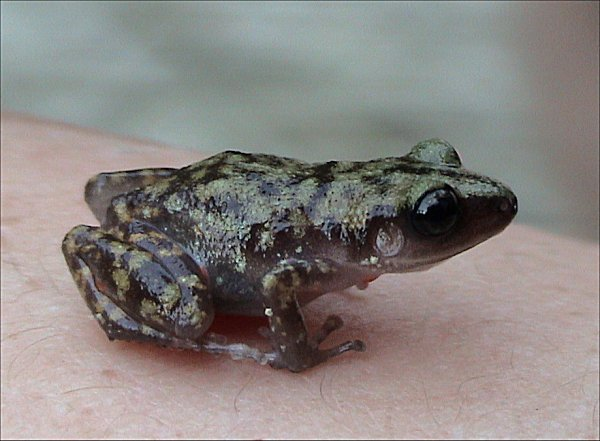
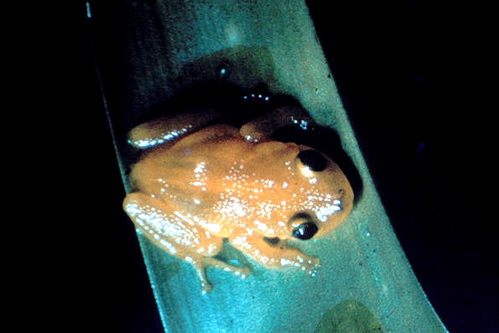
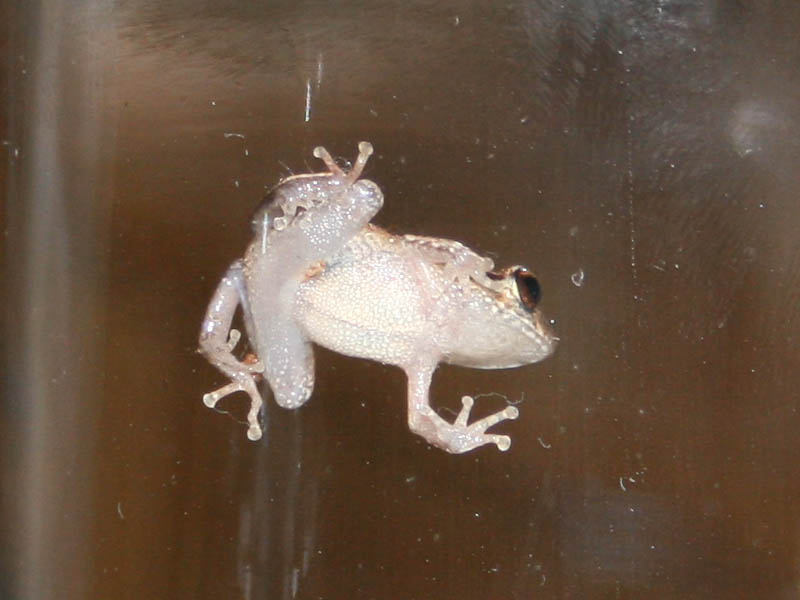
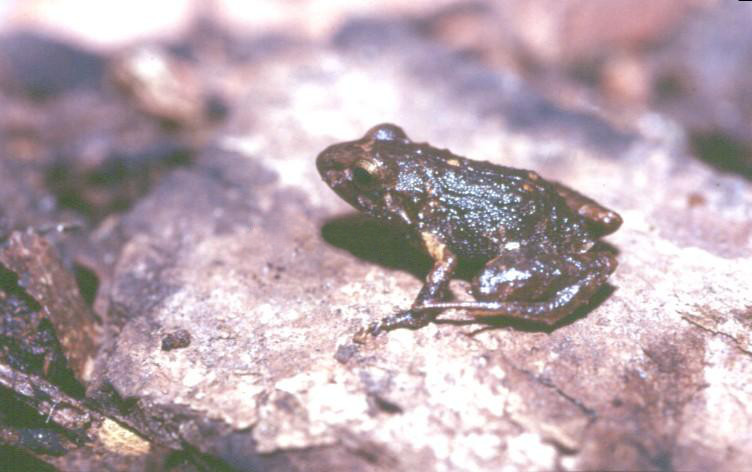